# 송민경 (배우)
송민경(1987년 1월 5일 ~ )은 대한민국의 가수이자 배우이다.

## 음반
- 뿅뿅
- 아가야
- 큰거온다
- 머선일이고
- 가시꽃
- 진있다멋짜
- 껐다 켜
- 님나와라 뚝딱

## 출연작

### 드라마
| 연도 | 방송사         | 제목                         | 역할       | 비고 |
| ---- | -------------- | ---------------------------- | ---------- | ---- |
| 2013 | KBS2           | 비밀                         | 조민주     |      |
| 2018 |                | 815 사수작전                 |            |      |
| 2022 | 채널A          | 블랙 악마를 보았다           |            |      |
| 2022 | 바바요TV       | 바람의 유혹 <시즌1> 8부작 중 | [ 1 ]      |      |
| 2022 | IHQ            | 걱정 말아요 그대 변호의 신   | 5회 손정미 |      |
| 2022 | 달콤살콤 시즌2 |                              |            |      |

### 영화
- 2019년 《일진 3》 - 황지영 역
- 2019년 《독고다이》 - 이현정 역
- 2019년 《지금 이순간》 - 은수 역
- 2020년 《소리꾼》 - 명월 역
- 2020년 《그냥 곁에 있는 것만으로도》 -역
- 2020년 《신황제를 위하여》 - 주미란 (주서연) 역 (작중 메인 여주)
- 2020년 《특수요원》 - 송영범 박사 딸 (사진) 역
- 2021년 《인싸》 - 미란 역
- 2022년 《딸의 온도 엄마의 날씨》 - 지수연 역
- 2022년 《나비효과》 - 곽비서 역
- 2023년 《10일간의 애인》 - 한재인 역
- 2023년 《연악: 나의 운명》 - 백아 역

### 뮤지컬
- 2010년 《비처럼 음악처럼》
- 2021년 《박정희》 - 육영수 역
- 2022년 《홍도는 안울어》 - 홍도 역

### 예능
- 2020년 트로트의 민족
- 2021년 뽕카페 나를 알아줘 시즌2
- 충북 MBC “활기찬라이브송” 출연 2022.11.29
- 2023년 엠넷 너의 목소리가 보여 6회
- 2023년 MBN 《현역가왕》 고정
- 2024년 MBC 《미스터리 음악쇼 복면가왕》 452회

### 음악방송
- 2023년 2월 15일 MBC M <쇼챔피언> 큰 거 온다
- 2023년 2월 22일 MBC M <쇼챔피언> 큰 거 온다
- 2023년 2월 24일 아이넷 TV <음악을 칠하다, 음색> 갈색추억,그 사람 바보야
- 2023년 2월 26일 SBS <인기가요> 큰 거 온다
- 2023년 3월 1일 MBC M <쇼챔피언> 큰 거 온다

### 라디오
- 2012.11. 29. 두시탈출 컬투쇼 더 씨야
- 2012.12. 11. 윤하의 별이 빛나는 밤에 더 씨야
- 2020. 12. 25. 힘든싱어
- 2021. 01. 08. 힘든싱어
- 2021.09. 28 언제나 좋은 날 류시현입니다
- 2021.11. 27. DJ 래피의 드라이브 뮤직
- 2022.03. 12. DJ 래피의 드라이브 뮤직
- 2022.05. 23. 이한위의 찐가요쇼
- 2022.09. 01. 박철의 방방곡곡
- 2022.09. 05. TBN 차차차
- 2022.09. 13. 양지원의 로맨틱 라디오
- 2022.11. 02. 오늘은 의 별하나 사랑둘 74회
- 2022.11. 08. TBC 가요아카데미
- 2022.11. 08. 달콤한 이수정입니다
- 2022.12. 27. TBN 차차차
- 2023.02. 19. 선우경의주말특급
- 023.02. 20. 윤수현 천태만상
- 2023.02. 21. 양지원의 로맨틱 라디오
- 2023.03. 07. 박준형, 박영진의 2시 만세

### 행사
- 2020. 08. 27.

### 뮤직비디오
- 2019. 12. 31. 니 목소리 MC SNIPER
- 2020. 01. 05. I’m in Sinchon(신촌에 왔어) Gavy NJ(가비엔제이)
- 2020. 01. 06. 행복한 게 맞나요 (Feat. 김한솔) 앨럽(4LLov)
- 2020. 02. 07. 내 사랑입니다 간종욱
- 2021. 10. 10. I can't go to Sinchon(신촌을 못가) 허각

### 광고
- 2020년 동서식품 오레오 (with 조정석, 김준)
- 2020년 수소수 가습기 소형 펫 공기청정기 아베크빈트 송민경
- 2025.08.08. 헬시노믹 전속 모델[2]